# 999 w polityce
Wydarzenia polityczne w 999 roku.
- Styczeń – Egipt (Kalifat fatymidzki) odrzuca propozycje pokojowe Cesarstwa Bizantyńskiego[1].
- Car Bułgarii Samuel interweniuje zbrojnie w Chorwacji po stronie młodszych braci sprzymierzonego z Bizancjum króla Swetosława i najeżdża Dalmację[2].
- Car Bułgarii Samuel podbija Duklę i przyłącza ją do Bułgarii, usuwając sprzyjającego Bizancjum księcia Władimira[3].
- 2 kwietnia – arcybiskup Rawenny Gerber z Aurillac obejmuje urząd papieża jako Sylwester II, stając się pierwszym francuskim papieżem[4].
- Sylwester II powołuje do życia samodzielną organizację Kościoła Katolickiego w Polsce[5].
- Sprzymierzony z Bizancjum wenecki doża Piotr Orseolo interweniuje w Dalmacji, zajmując Zadar i Trogir[3].
- Armia bizantyńska pod wodzą Bazylego II przeprowadza ofensywę przeciwko Fatymidom w Syrii i zdobywa Hims[1].
- Wojna Bizancjum z Bułgarią: na przełomie 999 i 1000 roku wojska bizantyńskie zdobywają bułgarskie twierdze Wielki Presław i Pliskę[6].

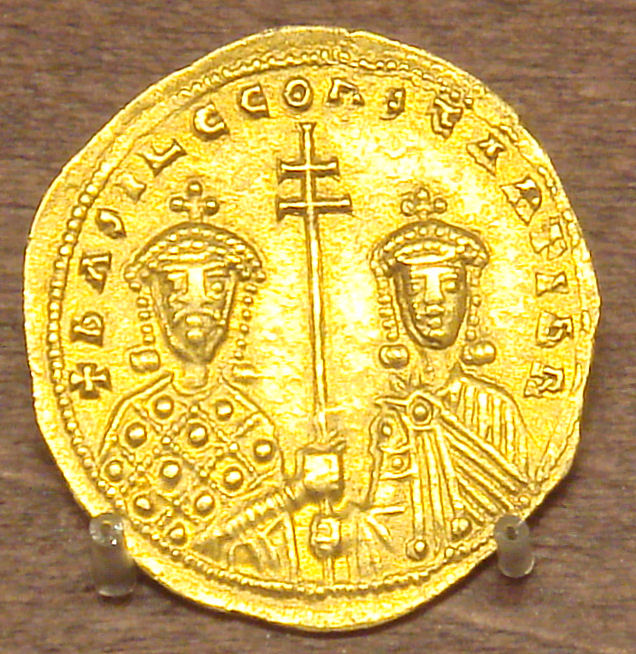
Współcesarze Bizancjum Bazylii II i Konstantyn VIII

## Zmarli
4 lutego – Grzegorz V, papież